# إيجيستو باندولفيني
إيجيستو باندولفيني (بالإيطالية: Egisto Pandolfini) (مواليد 19 فبراير 1926) هو لاعب كرة قدم. يلعب مع منتخب إيطاليا لكرة القدم. سبق له أن لعب في كأس العالم لكرة القدم مع منتخب بلاده.

## مسيرته الكروية
لعب إيجيستو باندولفيني خلال مسيرته الاحترافية مع 5 أندية في سبعة عشر موسمًا وسجل خلالها 113 هدف ضمن 437 مباراة. ولم يفز بأي موسم بالكأس أو بالدوري.
خاض إيجيستو باندولفيني مسيرته مع نادي فيورنتينا في موسم 1945–46 في المرة الأولى لمدة موسم واحد ثم في موسم 1948–49 ليلعب معه أربعة مواسم، مشاركًا طوالها في 148 مباراة سجل خلالها 36 هدفًا. ثم انتقل إلى نادي إمبولي في موسم 1946–47 في المرة الأولى لمدة موسم واحد ثم في موسم 1960–61 ولمدة موسمين، حيث شارك طوالها في 84 مباراة سجل خلالها 18 هدفًا. لينتقل بعدها إلى نادي سبال في موسم 1947–48 في المرة الأولى لمدة موسم واحد ثم في موسم 1958–59 ولمدة موسمين، مشاركًا طوالها في 57 مباراة سجل خلالها 22 هدفًا. ثم انتقل إلى نادي روما في موسم 1952–53 ليلعب معه أربعة مواسم، مشاركًا في 110 مباراة سجل خلالها 29 هدفًا. هذا وانتقل لاحقًا إلى نادي إنتر ميلان في موسم 1956–57 ولمدة موسمين، مشاركًا في 38 مباراة سجل خلالها 8 أهداف.

## روابط خارجية
- إيجيستو باندولفيني على موقع الاتحاد الدولي (مؤرشف)  (الإنجليزية)
- إيجيستو باندولفيني على موقع قاعدة بيانات كرة القدم.إي يو (الإنجليزية)
- إيجيستو باندولفيني على موقع ناشيونال فوتبول تيمز (الإنجليزية)
- إيجيستو باندولفيني على موقع عالم كرة القدم.نت (الإنجليزية)
- إيجيستو باندولفيني على موقع اللجنة الأولمبية الدولية (الإنجليزية)
- إيجيستو باندولفيني على موقع أوليمبيديا (الإنجليزية)